# 帕莱索
帕莱索（法語：Palaiseau，發音：[palɛzo] ⓘ），法国中北部城市，法兰西岛大区埃松省的一个市镇，同时也是该省的一个副省会，下辖帕莱索区，其市镇面积为11.51平方公里，2022年1月1日时人口数量为36,067人，在法国市镇中排名第217位。
帕莱索位于埃松省西北部，历史上为一处封建领地，20世纪70年代后逐渐开发成为巴黎南郊重要的科教园区，巴黎综合理工学院以及巴黎-萨克雷大学位于帕莱索境内。

## 地名来源
“帕莱索”一名出现于中世纪，来源于拉丁语，意为“小宫殿”（现代法语形式为），后逐渐衍变成为。

## 历史

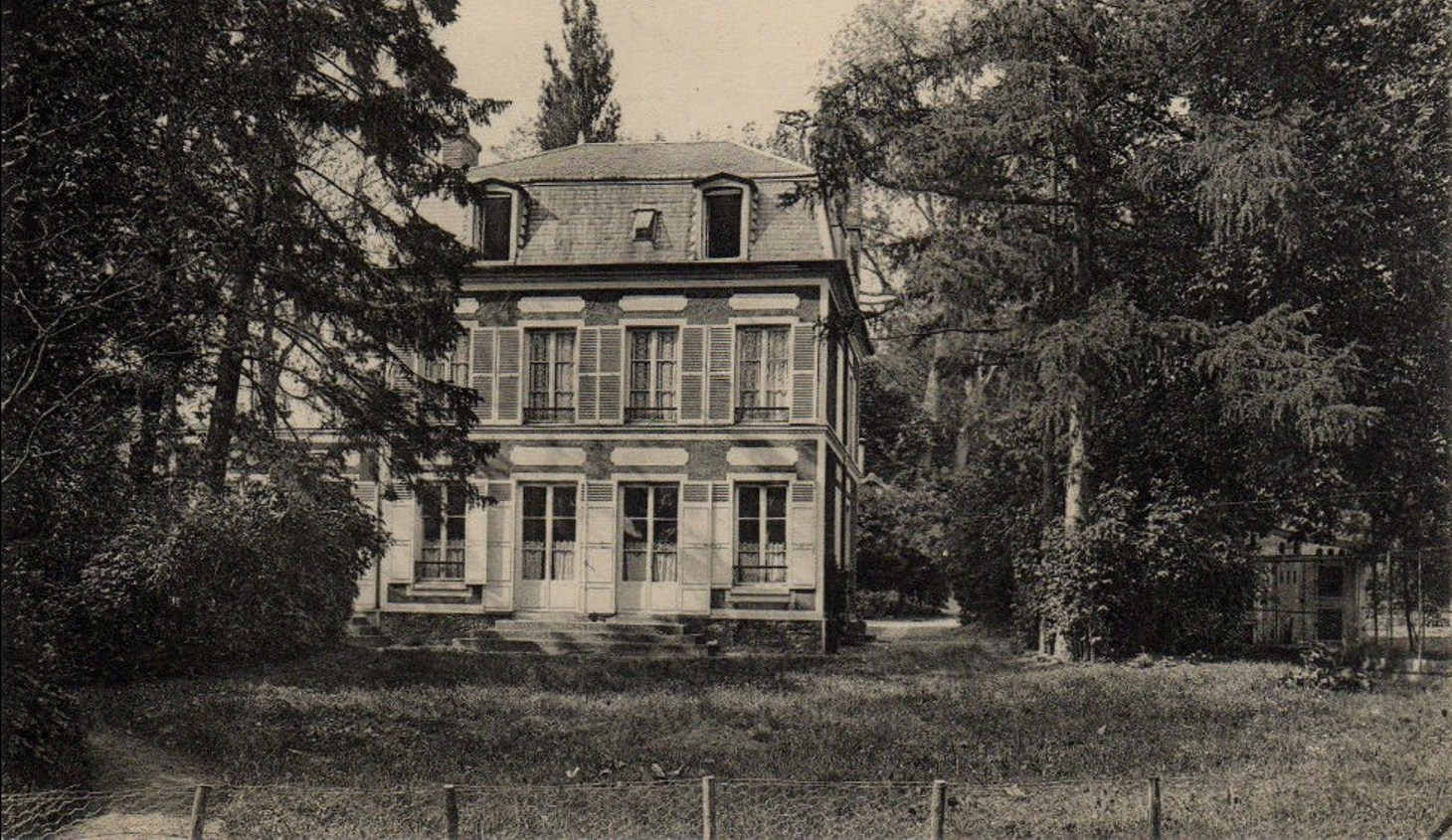
乔治·桑在帕莱索的旧居

帕莱索最初的历史可追溯至公元6世纪，法兰克国王希尔德贝特一世在此修建了一处小城堡。754年，矮子丕平将此地划至圣日耳曼德普雷修道院管理，彼时，帕莱索是连接巴黎和沙特尔之间道路上的一个驿站。中世纪末期，帕莱索附近的封建领地出现了多次分裂，帕莱索的管理者于17世纪获得了路易十三赐予的侯爵爵位，其政治和经济地位获得提高，出现了农场、葡萄园和手工业。法国大革命后，帕莱索成为塞纳-瓦兹省的一个市镇。1860年，巴黎大环线铁路和国玺铁路在此交汇，帕莱索成为巴黎南部重要的铁路枢纽，并成为一个城郊田园镇，包括乔治·桑、小仲马、亨利·庞加莱等在内的文化名人均曾到此游览。普法战争后，帕莱索附近出现了防御工事。二战后，途径帕莱索的铁路线开行了公交化的快铁列车，使得帕莱索人口数量快速上升，成为了巴黎南郊的一个卫星城。1962年，帕莱索成为一个副省会，1968年划归至新成立的埃松省。1976年，巴黎综合理工学院搬迁至帕莱索境内。

## 地理

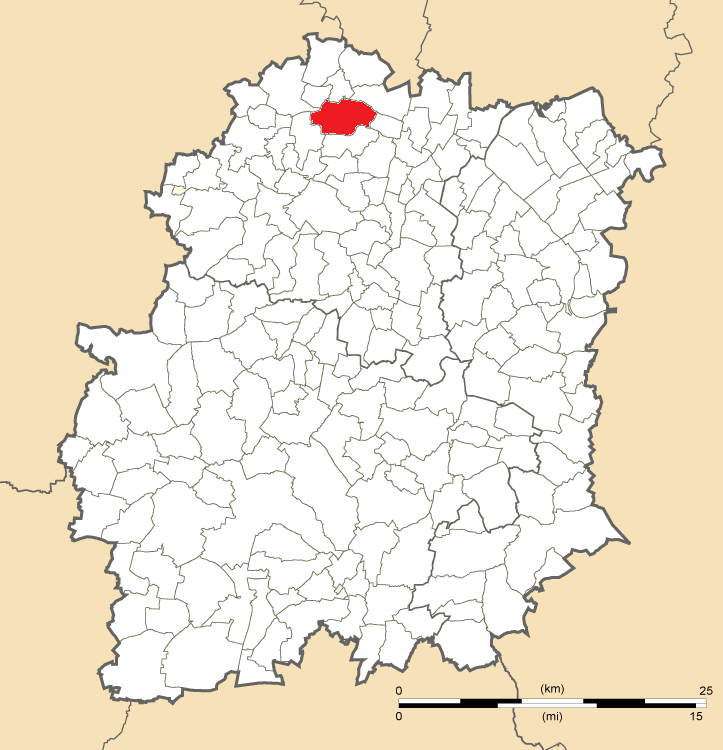
帕莱索在埃松省内的位置

帕莱索位于法国中北部，法兰西岛大区中部偏西南和埃松省西北部，距离省会埃夫里-库尔库罗讷大约22公里，距离巴黎大约19公里。与帕莱索接壤的市镇包括：伊尼、尚普朗、马西、奧賽、萨克莱、沃阿朗、伊韦特河畔维勒邦。

### 地形
帕莱索位于巴黎盆地腹地，市区位于一处分界岭的高地之上，境内以浅丘及丘陵地貌为主，部分区域有明显的高差，全境海拔在47到159米之间。

### 水文
帕莱索位于比耶夫尔河和伊韦特河的分界岭地带，其中比耶夫尔河谷部分河段开辟有人工湖及绿地公园。两河均为塞纳河的左岸支流，后者为法国五大河流之一。

### 气候
帕莱索在柯本气候分类法中属于温带海洋性气候，年温差较小，降水分布均匀。
距离帕莱索最近的气象站位于奥利境内，以下为该气象站的数据：
| 奥利1981年－2019年  | 奥利1981年－2019年 | 奥利1981年－2019年 | 奥利1981年－2019年 | 奥利1981年－2019年 | 奥利1981年－2019年 | 奥利1981年－2019年 | 奥利1981年－2019年 | 奥利1981年－2019年 | 奥利1981年－2019年 | 奥利1981年－2019年 | 奥利1981年－2019年 | 奥利1981年－2019年 | 奥利1981年－2019年 |
| 月份                | 1月                | 2月                | 3月                | 4月                | 5月                | 6月                | 7月                | 8月                | 9月                | 10月               | 11月               | 12月               | 全年               |
| ------------------- | ------------------ | ------------------ | ------------------ | ------------------ | ------------------ | ------------------ | ------------------ | ------------------ | ------------------ | ------------------ | ------------------ | ------------------ | ------------------ |
| 历史最高温 °C（°F） | 16.5 (61.7)        | 20.8 (69.4)        | 24.5 (76.1)        | 29.4 (84.9)        | 35.0 (95.0)        | 37.1 (98.8)        | 41.9 (107.4)       | 40.0 (104.0)       | 33.0 (91.4)        | 31.3 (88.3)        | 21.8 (71.2)        | 17.3 (63.1)        | 41.9 (107.4)       |
| 平均高温 °C（°F）   | 6.7 (44.1)         | 7.9 (46.2)         | 11.9 (53.4)        | 15.3 (59.5)        | 19.3 (66.7)        | 22.6 (72.7)        | 25.3 (77.5)        | 25.1 (77.2)        | 21.2 (70.2)        | 16.3 (61.3)        | 10.5 (50.9)        | 7.1 (44.8)         | 15.8 (60.4)        |
| 日均气温 °C（°F）   | 4.1 (39.4)         | 4.7 (40.5)         | 7.9 (46.2)         | 10.6 (51.1)        | 14.5 (58.1)        | 17.6 (63.7)        | 20 (68)            | 19.7 (67.5)        | 16.3 (61.3)        | 12.3 (54.1)        | 7.5 (45.5)         | 4.7 (40.5)         | 11.7 (53.0)        |
| 平均低温 °C（°F）   | 1.6 (34.9)         | 1.5 (34.7)         | 3.9 (39.0)         | 5.9 (42.6)         | 9.7 (49.5)         | 12.7 (54.9)        | 14.7 (58.5)        | 14.3 (57.7)        | 11.4 (52.5)        | 8.4 (47.1)         | 4.5 (40.1)         | 2.3 (36.1)         | 7.6 (45.6)         |
| 历史最低温 °C（°F） | −16.8 (1.8)        | −15 (5)            | −9.4 (15.1)        | −4.3 (24.3)        | −1.3 (29.7)        | 3 (37)             | −0.3 (31.5)        | 5.6 (42.1)         | 1.7 (35.1)         | −11.7 (10.9)       | −9.6 (14.7)        | −13.3 (8.1)        | −16.8 (1.8)        |
| 平均降水量 mm（）   | 49.4 (1.94)        | 41.2 (1.62)        | 47.2 (1.86)        | 49.4 (1.94)        | 59.3 (2.33)        | 49 (1.9)           | 57.9 (2.28)        | 51.6 (2.03)        | 49.1 (1.93)        | 57.6 (2.27)        | 49.9 (1.96)        | 55 (2.2)           | 616.6 (24.26)      |
| 月均日照時數        | 43.4               | 66.3               | 162.6              | 172.4              | 165.4              | 176.6              | 232.1              | 220.4              | 193.9              | 131.9              | 49.1               | 55.3               | 1,669.4            |
| 来源：climat-data   |                    |                    |                    |                    |                    |                    |                    |                    |                    |                    |                    |                    |                    |

## 行政区划
帕莱索是法国法兰西岛大区埃松省的一个市镇，编号为91477，它也是埃松省的一个副省会。帕莱索下辖帕莱索区，管理帕莱索县，同时也是巴黎-萨克莱城市圈公共社区的组成部分。
法国国家统计与经济研究所（简称）在进行数据统计时，将帕莱索划入巴黎城市区。同时，还将帕莱索市镇分为了9个“块区”（IRIS），以便于统计人口分布情况。

## 交通

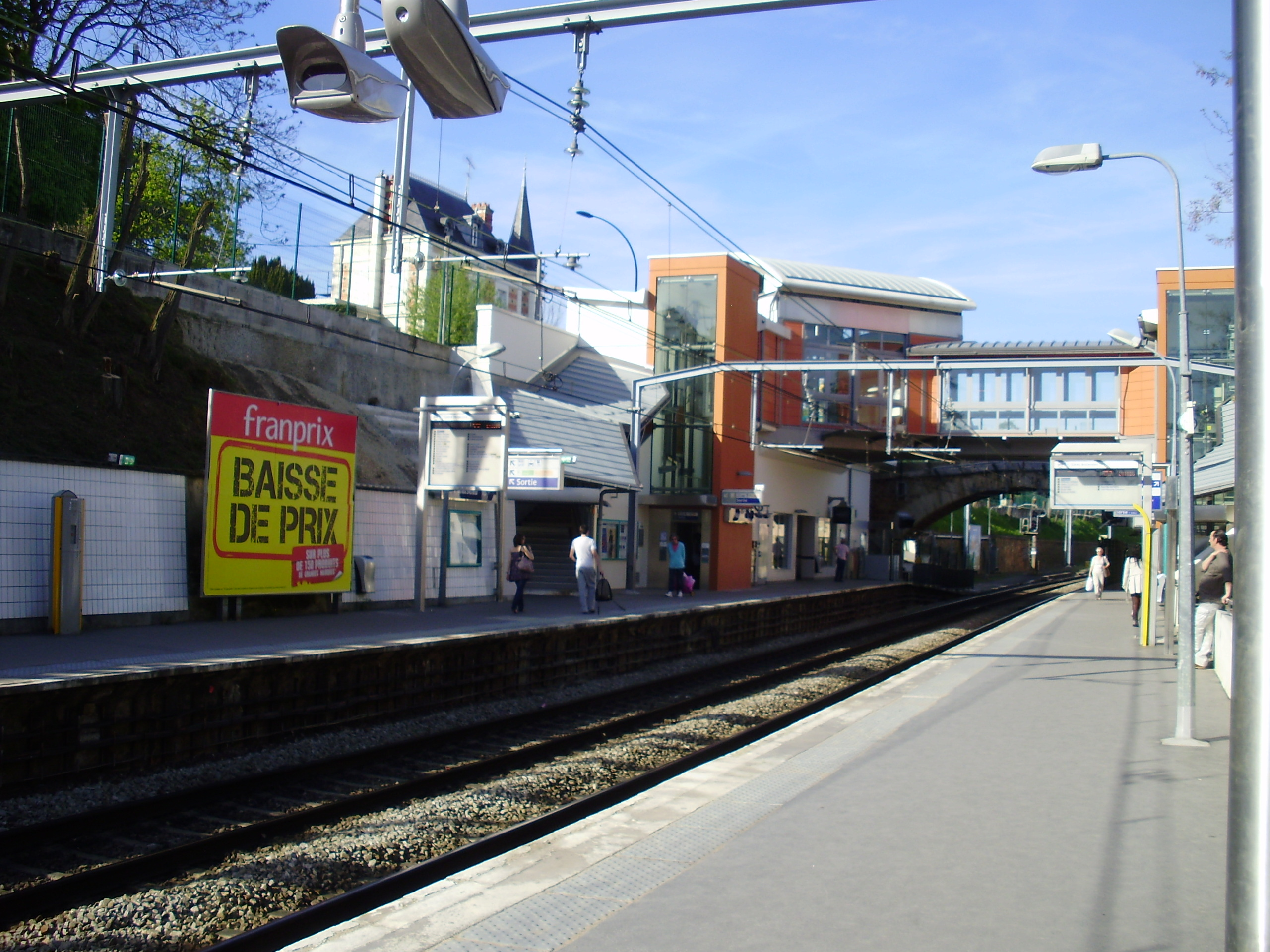
帕莱索站

### 公路
法国A10高速公路经过帕莱索市区东部，其北侧设有出入口可通向马西-帕莱索站及A126高速公路，后者可连通帕莱索市区。此外多条埃松省省道在帕莱索境内交汇。
2016年，71.4%的帕莱索家庭拥有至少一辆的私人汽车。2016年，帕莱索境内共发生各类交通事故44起，造成53人受伤。

### 铁路
法兰西岛大区快铁B线（通称）途径帕莱索境内并设有3个站点：帕莱索站、帕莱索-维勒邦站和洛泽尔站。
马西-帕莱索站位于马西境内，距离帕莱索市区约3公里，该站是快铁B线和C线的交汇点，配套有大型公交战场，地下还有法国高速铁路大西洋线及马西高铁站，每天停靠往返于法国主要外省城市之间的高速列车。

### 航空
距离帕莱索最近的民用航空站为巴黎-奥利机场，距离帕莱索市中心车程约11公里。此外法兰西岛大区快铁B线亦可直通巴黎戴高乐机场。

### 城市公共交通
巴黎公交119路、199路；凯奥雷斯梅耶尔公交DM12线、DM153线；奥赛巴士客运1路、14路、15路、18路、19路、008线、019线和埃松省城际客运91-06线、91-08线、91-10线经过帕莱索境内。

## 政治

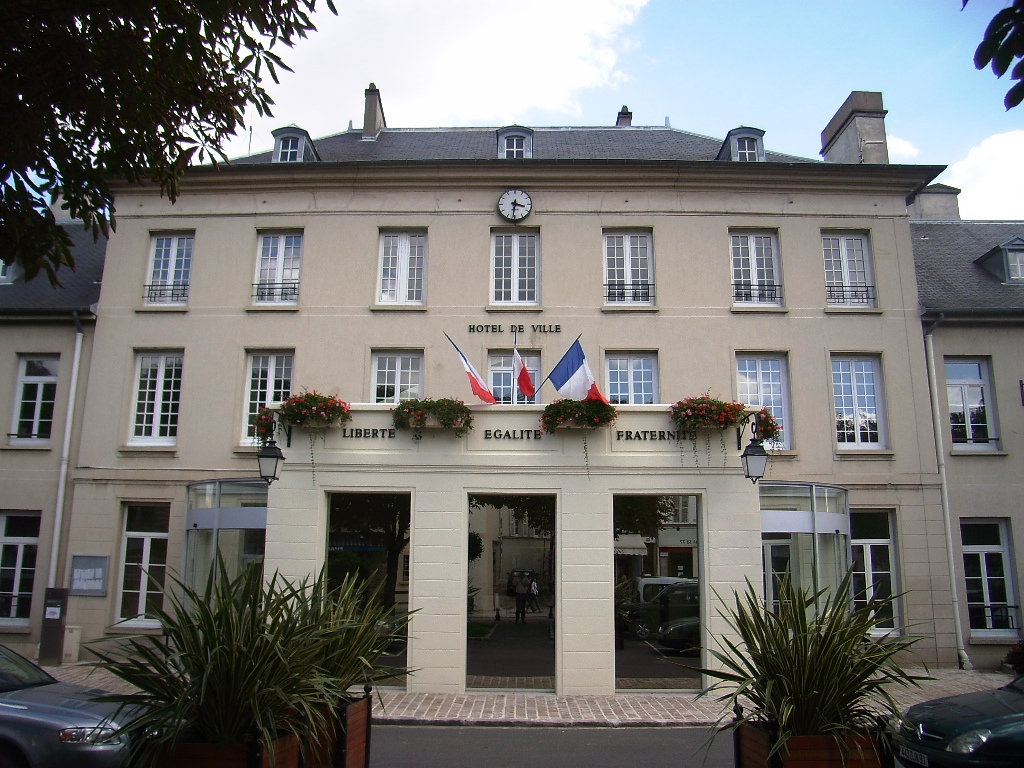
帕莱索市政厅

帕莱索的现任市长为格雷瓜尔·德·拉斯泰里先生（Grégoire de Lasteyrie），他是共和党的一名成员，在2014年的市政选举中获得了52.32%的支持率，在2020年的市政选举中则获得51.5%的支持率。
在2017年的法国总统大选中，法国第25任总统埃马纽埃尔·马克龙在帕莱索获得了83.3%的支持率。
| 帕莱索历届市长 |                      |               |
| 任期           | 市长                 | 党派          |
| 1944年－1947年 | 欧仁·德洛热          | PCF法国共产党 |
| 1947年－1953年 | 雅尔丹               | 不详          |
| 1953年－1959年 | 欧仁·德洛热          | PCF法国共产党 |
| 1959年－1965年 | 罗贝尔·维泽          | PCF法国共产党 |
| 1965年－1971年 | 安德烈·阿尔迪        | RI独立激进党  |
| 1971年－1979年 | 罗贝尔·维泽          | PCF法国共产党 |
| 1979年－1995年 | 让·帕西伊            | PCF法国共产党 |
| 1995年－2001年 | 雅克·阿兰            | PS社会党      |
| 2001年－2014年 | 弗朗索瓦·拉米        | PS社会党      |
| 2012年－2014年 | 克莱尔·罗比亚尔      | PS社会党      |
| 2014年－       | 格雷瓜尔·德·拉斯泰里 | LR共和黨      |

## 人口
2017年，帕莱索市镇人口数量为35,514，在法国排名第217位。其中男性17,246人，女性16,874人，75岁及以上人口占6%，外籍人口数量为3,704人，人口密度为3,085人/平方公里，当地居民被称为（男性）或（女性）。2018年，帕莱索境内出生513人，死亡人口173人。
| 年份   | 1936  | 1946  | 1954   | 1962   | 1968   | 1975   | 1982   | 1990   | 1999   | 2006   | 2011   | 2016   | 2017   |
| ------ | ----- | ----- | ------ | ------ | ------ | ------ | ------ | ------ | ------ | ------ | ------ | ------ | ------ |
| 人口數 | 7,878 | 8,029 | 10,118 | 16,326 | 23,343 | 28,716 | 28,369 | 28,395 | 28,965 | 30,339 | 30,316 | 34,120 | 35,514 |

## 经济

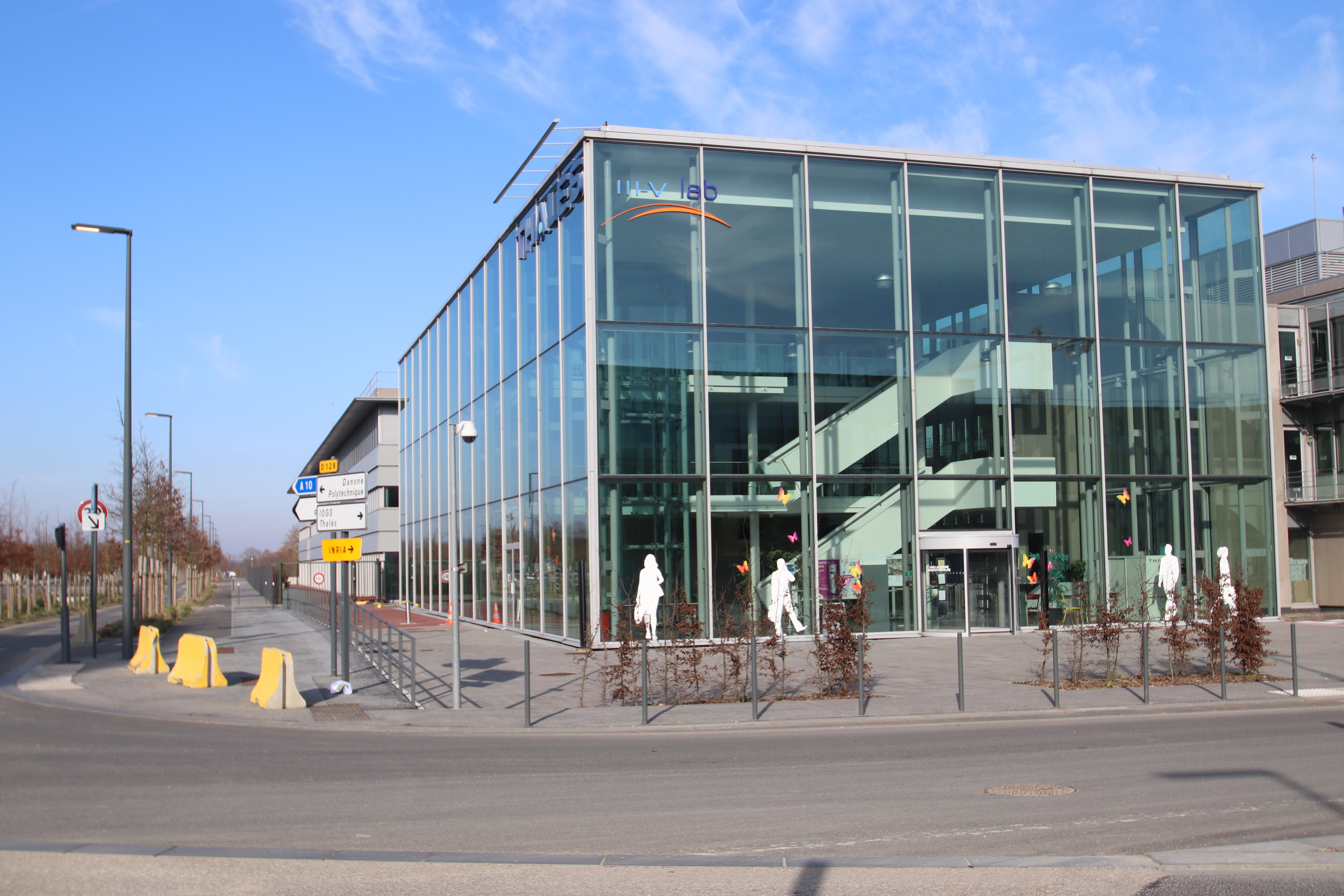
帕莱索境内的一处科研中心

帕莱索是巴黎南部重要的大学城，同时也是一个副省会，当地共有各类企业4,268家，平均历史为12年，科教和行政是当地主要的就业岗位类型。

## 财政收入
2018年，帕莱索的财政收入总额为44,156,300欧元，财政支出总额为41,547,600欧元，当年的债务总额为31,245,300欧元。
2014年，帕莱索的人均收入总额为2,782欧元，其中高职人员为4,733欧元，普通职员为2,142欧元。
2016年，帕莱索境内的青壮年（15至64岁）失业率为8.5%，当地61.7%的家庭拥有纳税资格。

## 社会事务

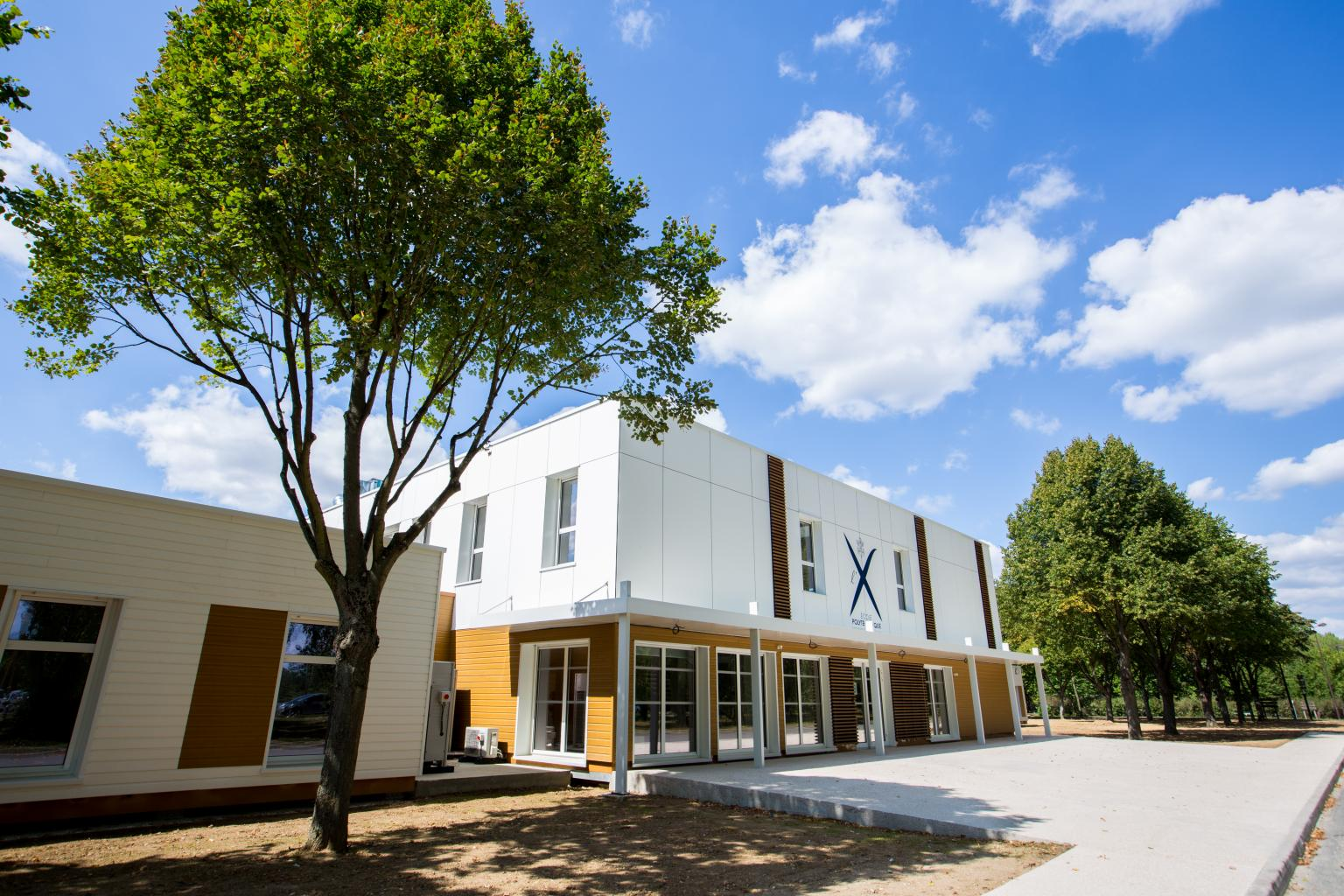
巴黎综合理工学院的一处建筑

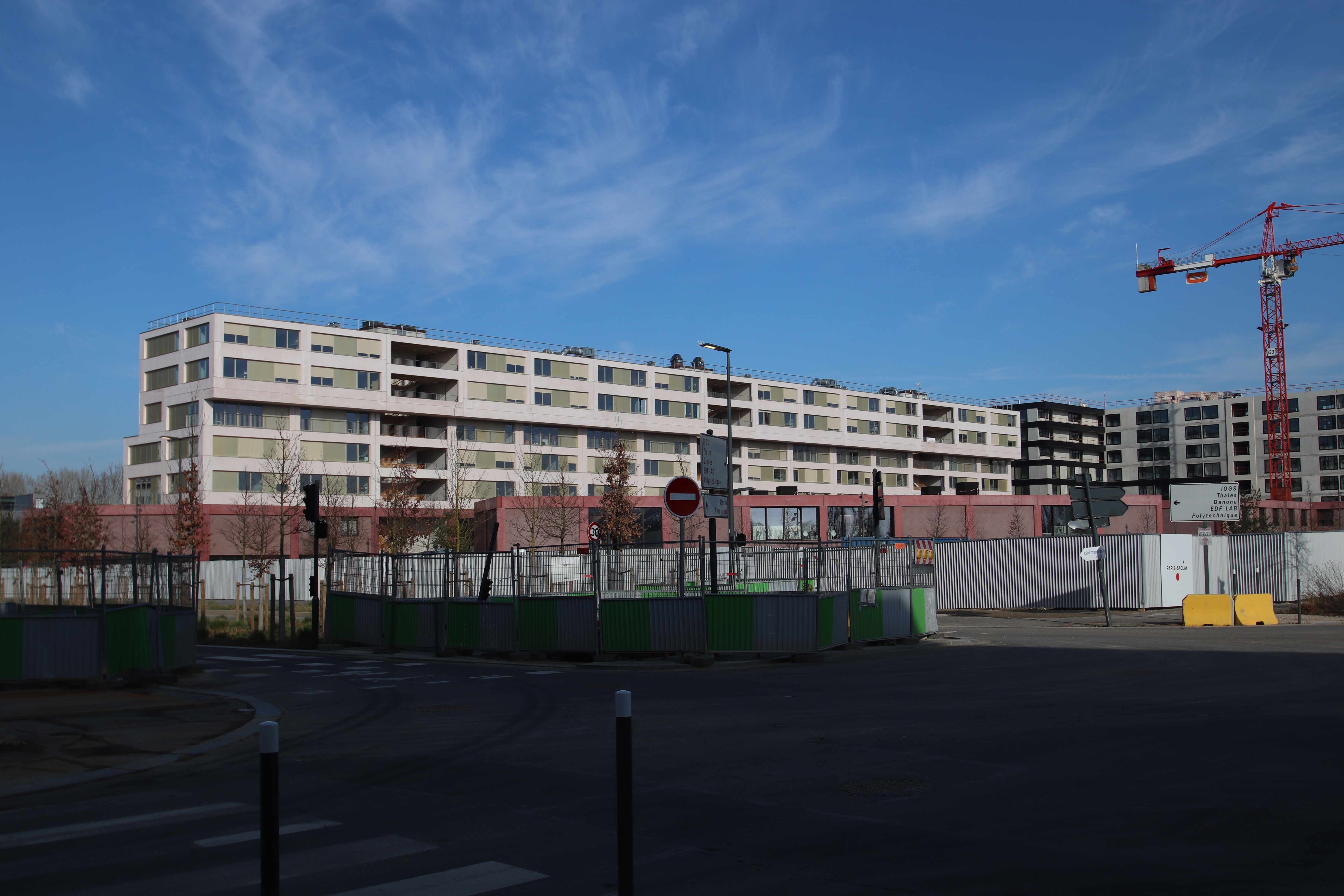
帕莱索境内的大学城宿舍

### 教育
帕莱索属于凡尔赛学区。截止2018年1月1日，帕莱索境内共有10所幼儿园、11所小学、4所初级中学和3所普通高中。2018至2019学年度，帕莱索境内共有在校中小学生3,382名。
在高等教育方面，巴黎综合理工学院于1976年迁至帕莱索，并建成综合理工学院大学城。自21世纪初起，又有大批学校迁至此地多所学校迁至此地：
- 光学院（法语：Institut d'optique Graduate School）
- 巴黎高等电信学校
- 国立高等前沿科技学校（法语：École nationale supérieure de techniques avancées）
- 国立统计与经济行政学校（法语：École nationale de la statistique et de l'administration économique）

2014年，法国政府提出巴黎-萨克雷计划，帕莱索西部的萨克莱高地被逐渐开发成为综合性的高等教育园区，并于2019年起成立巴黎-萨克雷大学联盟。

### 医疗
截止2018年1月1日，帕莱索境内共有全科医生19名、保健师29名、牙医20名、护士20名、耳科医生1名、眼科医生1名、皮肤科医生1名、助产士3名、儿科医生3名和妇科医生3名。境内共有药房8家，养老院1家，残疾人帮扶中心2家。
距离帕莱索最近的综合性医院为北埃松省中心医院（Groupe hospitalier Nord-Essonne），其奥赛病区距离帕莱索市区约4公里，是当地规模最大的公立综合性医院。

### 住房
2016年，帕莱索境内共有各类住房16,403套，其中89.6%为常住房屋。集中式居民区主要分布在卡米耶·克洛岱尔（Camille Claudel）街区内。

### 商业
2017年，帕莱索境内共有各类商铺1,888家，其中餐饮服务类527家。市区东部建有大型开放式商业街区。

### 体育
2018年，帕莱索境内共有3家游泳池、6间健身房、2座综合体育场、19处网球场、1处马术场、6处足球或橄榄球场、2处篮球或排球场以及1处高尔夫球场。
帕莱索体育俱乐部（US Palaiseau）是当地的一支业余足球队，2019至2020赛季参加区域性的足球联赛。

### 环境
帕莱索的环境事务由其所属的公共社区负责。2017年，帕莱索境内共有1家污染企业。

### 治安
2014年，帕莱索及附近地区共发生各类案件5,762起，其中盗窃类案件3,881起，经济类案件494起，毒品交易类案件200起。

## 文化

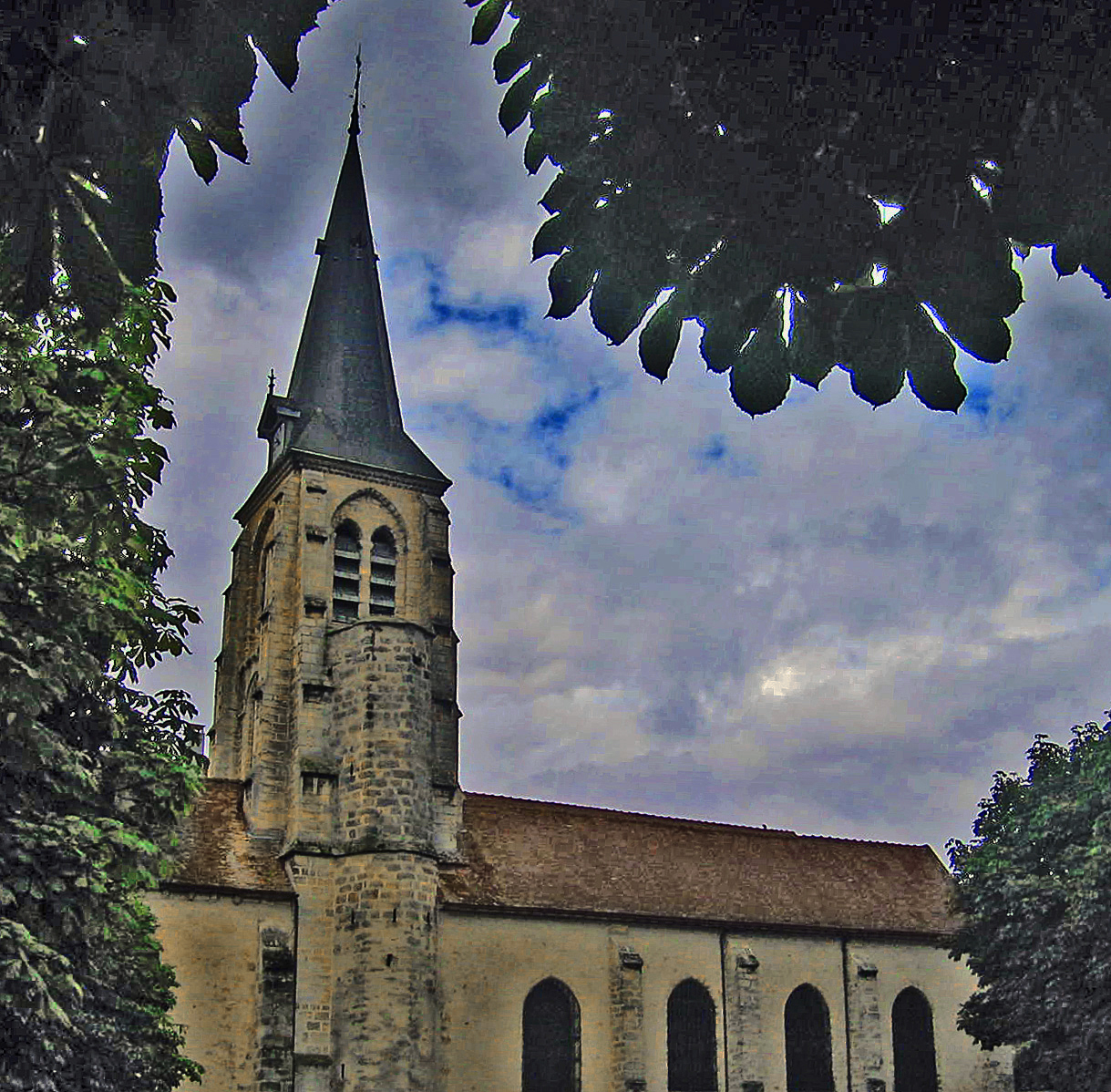
帕莱索圣瑪爾定堂

2018年，帕莱索境内共有1个剧场、1个电影院和1个音乐厅。

### 建筑
帕莱索境内有多处法国国家文物保护单位，其中建于中世纪的帕莱索圣瑪爾定堂和建于19世纪的防御工事帕莱索城堡等为当地的代表性建筑物。

### 旅游
2020年，帕莱索境内共有3个宾馆共计295间房间。

### 媒体
法国主要的媒体均可在帕莱索接收，法国电视三台下属的法兰西岛大区频道在部分时段播出帕莱索所属区域的地方新闻。

## 友好城市
帕莱索与 德国翁納互为友好城市关系。